# Zygmunt Bohusz-Szyszko
Zygmunt Piotr Bohusz-Szyszko (Chełm, 19 gennaio 1893 – Londra, 20 giugno 1982) è stato un generale polacco.

## Biografia
Durante la seconda guerra mondiale si batté in Norvegia ed in Italia, prima come Capo di Stato Maggiore del II Corpo d'Armata polacco e poi come Comandante del Corpo, dopo il rientro del generale Władysław Anders a Londra alla fine di febbraio 1945.